# Халиджи (денежная единица)
Хали́джи (араб. خليجي‎ «заливный», то есть относящийся к Персидскому заливу), динар Залива — планировавшаяся к вводу после 2015 года единая валюта четырёх арабских государств Персидского залива: Саудовской Аравии, Кувейта, Катара и Бахрейна.
Штаб-квартира центрального банка (ЦБ) валютного союза должна была находиться в саудовской столице Эр-Рияде.
Монетарный союз ССАГПЗ вступил в силу в декабре 2009 года.
Изначально планировалось, что все шесть стран-членов ССАГПЗ введут единую валюту в 2010 году, но в 2006 году от единой валюты отказался Оман, в 2009 от халиджи отказались ОАЭ (отказ ОАЭ от участия в монетарных проектах связан с решением разместить будущий центральный банк в Эр-Рияде вместо Абу-Даби).
Из-за недостаточной гармонизации национальных финансовых систем и нескоординированных антикризисных мер, принятых членами будущего валютного союза, дату введения единой валюты откладывали сначала до 2013-го, а затем до 2015 года. По состоянию на июль 2025 года валюта всё ещё не введена.